# Total Entertainment
A Total Filmes, ou Total Entertainment, é uma produtora brasileira de cinema e televisão  criada criada em 1998. Walkíria Barbosa é a diretora da empresa e também é a organizadora do Festival de Cinema do Rio de Janeiro, o maior evento audiovisual da América Latina. A produtora também é responsável pelo Búzios Cine Festival, o Rio Tecnomídia em parceria com a Rede Globo de Televisão e a Mostra Première Brasil em Nova York em parceria com o MOMA (Museu de Arte Moderna de New York).
A Total Filmes é engajada na produção de alguns dos filmes considerados comerciais e "blockbusters" em se tratando do mercado brasileiro. A Total Filmes tem parcerias com empresas nacionais e estrangeiras como a Fox, Warner, Disney, Europa Filmes, Globo Filmes, Cinemark, TV Globo, Rele Telecine, entre outras.

## Produções
- 2002 Avassaladoras (Total, Fox Film do Brasil e MM)
- 2004  Sexo, Amor e Traição (distribuição Fox Film do Brasil)
- 2004 Viva Sapato!  (co-produção Brasil-Espanha  e distribuído pela Europa Filmes)
- 2005 My Father (co-produção Brasil-Itália-Hungria – ainda não lançado no Brasil)
- 2005 Mais uma Vez Amor (Warner Bros.)
- 2006 Se Eu Fosse Você (Globo Filmes, Lereby e Fox Film do Brasil)
- 2007 Primo Basílio (Globo Filmes, Miravista, Total Entertainment)
- 2006 Muito Gelo e Dois Dedos d'Água (Globo filmes, Miravista e Total Entertainment)
- 2008 Sexo com Amor? (distribuição Fox Film do Brasil, apoio Globo Filmes)
- 2008 A Guerra dos Rocha (Globo Filmes, Fox Film do Brasil)
- 2009 Divã (Total, Downtown Filmes, Globo Filmes e Lereby)
- 2009 Se Eu Fosse Você 2 (Globo Filmes, Lereby, Fox Film do Brasil)
- 2009 Guardiães do Samba (Total Entertainment, Boca a Boca Filmes, AMG Japão e Giros)
- 2010 High School Musical: O Desafio (Total Etertainment em co-produção com a Walt Disney Studios Motion Pictures Brasil)